# 27582 Jackieterrel
27582 Jackieterrel è un asteroide della fascia principale. Scoperto nel 2000, presenta un'orbita caratterizzata da un semiasse maggiore pari a 2,6664780 UA e da un'eccentricità di 0,0751936, inclinata di 2,33379° rispetto all'eclittica.